# Lindiwe Sisulu
Lindiwe Nonceba Sisulu (sinh ngày 10 tháng 5 năm 1954) là một nữ chính trị gia người Nam Phi, thành viên quốc hội từ năm 1994, hiện đang giữ chức Bộ trưởng Bộ định cư con người, Nước & Vệ sinh kể từ tháng 5 năm 2019 và là thành viên của Ủy ban điều hành quốc gia của Quốc hội châu Phi. Bà từng là Bộ trưởng Bộ Nhà ở từ năm 2004 đến 2009, Bộ trưởng Bộ Quốc phòng và Cựu quân nhân từ năm 2009 đến 2012, và cựu Bộ trưởng Bộ Dịch vụ và Hành chính công từ năm 2012 2014.

## Đầu đời
Lindiwe Sisulu được sinh ra với cha mẹ các nhà lãnh đạo cách mạng Walter và Albertina Sisulu ở Johannesburg. Cô là em gái của nhà báo Zwelakhe Sisulu và chính trị gia Max Sisulu.
Từ năm 1975 đến 1976, Lindiwe Sisulu bị giam giữ vì các hoạt động chống phân biệt chủng tộc. Trong thời gian lưu vong từ năm 1977 đến 1979, cô gia nhập cánh quân sự của ANC, Umkhonto chúng tôi Sizwe, chuyên về Tình báo.

## Học vấn
Năm 1973, Lindiwe Sisulu tốt nghiệp trường Waterford Kamhlaba United World College of Nam Phi tại Mbabane, Swaziland. Năm 1980, Sisulu nhận bằng Cử nhân và Văn bằng Giáo dục, và năm 1981 nhận bằng Cử nhân Lịch sử của Đại học Swaziland. Cô cũng đã nhận được bằng Thạc sĩ Lịch sử vào năm 1989, một bằng MPhil từ Trung tâm Nghiên cứu Nam Phi tại Đại học York.

## Sự nghiệp ban đầu
Vào giữa những năm 1980, Lindiwe Sisulu làm giảng viên tại Trường Cao đẳng Sư phạm Manzini. Năm 1990, Lindiwe Sisulu trở thành trợ lý chính cho Jacob Zuma trong các dịch vụ tình báo của ANC.